# Damara (Stadt)
Damara ist eine Stadt in der Präfektur Ombella-Mpoko im Süden der Zentralafrikanischen Republik. Die Bevölkerungszahl von Damara wird für das Jahr 2012 mit 8903 Einwohnern angegeben. Damara ist die Hauptstadt der gleichnamigen Unterpräfektur.

## Lage und Verkehr
Damara liegt auf einer Höhe von etwa 430 m in einer Entfernung von 74 Kilometern nordöstlich der Hauptstadt Bangui. Es wird von der Route Nationale 2 durchquert, die von Bangui über Bangassou bis nach Bambouti an der Grenze zum Südsudan führt. Außerdem beginnt in Damara die Route Nationale 4, die über Batangafo nach Moyenne Sido an die Grenze zum Tschad führt. Damit ist Damara ein wichtiger Verkehrsknoten, über den der gesamte Verkehr von Bangui in Richtung Osten verläuft.

## Bürgerkrieg
Um den Jahreswechsel 2012/2013 nahm die Séléka große Teile der Zentralafrikanischen Republik ein. Damara wurde als letzter Vorposten vor der Hauptstadt Bangui angesehen und fiel am 26. Dezember 2012 an die Rebellen. Nachdem die Rebellen zurückgedrängt worden waren, eroberten sie Damara am 22. März 2013 erneut; kurz darauf erreichten sie trotz der Bemühungen auch ausländischer Truppen Bangui und der 2003 selbst durch einen Putsch an die Macht gekommene François Bozizé wurde gezwungen, abzutreten.
Am 2. Januar 2021 griffen bewaffnete Unterstützer von François Bozizé Damara an. Die staatlichen Sicherheitskräfte konnten den Angriff zurückschlagen, es wurden 8 der Angreifer getötet. Ein Großteil der Bevölkerung floh vor den Kämpfen in den Busch.